# Ђуро Блаха
Ђуро Блаха (Загреб, 6. фебруар 1916 — Загреб, 27. фебруар 2013) био је учесник Народноослободилачке борбе и генерал-мајор ЈНА.

## Биографија
Пре рата био је металски радник и врло рано се укључио у напредни раднички покрет. Био је члан УРССЈ од 1934, а члан КПЈ од 1938. године. Године 1941, до одласка у НОБ био је члан Петог рејонског комитета КПХ у Загребу. Током рата био је помоћник политичког комесара Мославачког НОП одреда, политички комесар бригаде „Браћа Радић”, а затим и Прве мославачке бригаде и 32. дивизије НОВЈ.
Након рата завршио је Вишу партијску школу „Ђуро Ђаковић” (1951) и Вишу војну академију ЈНА (1956). 
Обављао је разне политичке и војне дужности:
- политички комесар милиције НР Хрватске
- политички комесар дивизије ЈНА
- начелник политичког одељења армије
- помоћник команданта војног подручја и армије

Пензионисан је 1974. године.
Преминуо је 27. фебруара 2013. године у Загребу и сахрањен је на загребачком гробљу Мирогој.
Носилац је Партизанске споменице 1941, Ордена братства и јединства са златним венцем и других одликовања.